# تافيلالت
تافيلالت منطقة تاريخية في الجنوب الشرقي للمملكة المغربية. ينعت ساكن المنطقة بالفيلالي (أو الفيلاليون عندما يتعلق الأمر بالسلالة الحاكمة). تتكون من مجموع الواحات التي كانت تعد، تقليديا، نقطة وصول القافلات العابرة للصحاري إلى المغرب. وتتبع تافيلالت اليوم إقليم الرشيدية، قصر السوق سابقا وتنتمي، منذ سنة 2015، إلى جهة درعة تافيلالت.
تعتبر تافيلالت من المناطق التاريخية الأكثر أهمية في المغرب فهي وريثة مدينة سجلماسة التاريخية، التي لم يبق من اشعاعها الحضاري في ذاكرة سكان هذه المناطق شيئا، سوى خرابها الذي يمتد على مساحة شاسعة غرب الريصاني، وأصبحت تعرف باسم «المدينة العامرة»، وكانت سجلماسة تعني المناطق الواقعة على ضفاف مجرى واد زيز وغريس وتودغى وجزء من مناطق وادي كير عند الجغرافيين العرب، فلفظ تافيلالت في الوقت الحالي لا يدل على كل هذا المجال بل يقتصر فقط على المناطق الواقعة جنوب تيزيمي الممتدة حتى قصر تنغراس وهو المجال الذي يتوسطه خراب مدينة سجلماسة.

## تسمية
اختفى لفظ سجلماسة اليوم ولم يعد مستعملا في رواية المحليين إلا نادرًا، و قد يستعمل أحياناً في الروايات التاريخية و الأكاديمية، لكن بعد سيطرة القوات الفرنسية على المنطقة أعادت إطلاق تسمية تافيلالت على المجالات الممتدة من أعلى وادي زيز مرورا بالخنك ومدغرة والرتب تم تيزيمي والمناطق الممتدة من مجرى وادي غريس ووادي زيز، وحددت كل هذه المناطق في مجال واحد أطلقت عليه اسم مقاطعة تافيلالات.
وتفسر رواية أخرى أن كلمة تافيلالت هي تصغير لكلمة «أفيلال» أو «أوفيلال» التي هي باللغة الأمازيغية عامة و هي كلمة متداولة في اللهجة المحلية للمنطقة، تطلق على سلسلة جبلية صغيرة بمنطقة سجلماسة يصل علو اعلى قمة بها 785م وتوجد على بعد 50 كلم جنوب شرق الريصاني و 4 كلم شمال غرب الطاوس، ويعتبر جبل أفيلال من المواقع المأهولة قديما.
من ناحية أخرى فكلمة تافيلالت في اللغة الأمازيغية تعني «الجرة» أو «الخابئة» وخاصة المصنوعة من الطين والمستخدمة في حمل المياه، ويبقى هذا المعنى الأقرب للمنطق كأصل لتسمية المنطقة

## تاريخ
مقال تفصيلي: سجلماسة

## اقتصاد
راجع: التمور في المغرب
يعتمد اقتصاد تافيلالت على الزراعة، ويتخصص بشكل كبير في إنتاج التمور، حيث يشغل إقليم الرشيدية وحده 29% من الأراضي المخصصة لنخيل التمور على الصعيد الوطني ويساهم ب 27% من الإنتاج المغربي للتمور. ويضمن إنتاج التمور وسائل العيش لجزء كبير من الساكنة، وتشكل زراعة دعامة النشاط الزراعي في الواحات نظرا لأن نخيل التمور يخلق مناخا محليا مناسبا لتطور زراعات أخرى كالزيتون والحبوب والعلف والخضراوات.
لكن هذا القطاع يواجه العديد من الإكراهات وخصوصا المتعلقة بشيخوخة النخيل ووباء البيوض ونقص العناية أثناء الحصاد وبعده وطول فترة الجفاف وكذا عامل المجازفة. حاليا تتوجه الجهود لتطوير هذا القطاع. وترتفع المساحة الزراعية النافعة إلى 56.220 هكتار تسقى منها 20.95 % و 79.05% الباقية منها بورية.

## المجتمع
العرب
تستطون تافيلالت كثيرٌ من القبائل العربية، مثل الشرفاء العلويين أحفاد الحسن الداخل، والشرفاء الأدارسة، والأنصار، وقبائل التغريبة مثل بني كيل وذوي منيع وعرب الصَّبَّاح، وغيرهم من العرب، حيث ساد اللسان العربي بمنطقة تافيلالت بعد وفود العرب بكثرة عليها، ونتجت عنه العامية العربية الفيلالية التي تُعد جزء من العامية العربية المغربية.

### اليهود
رغم سقوط سجلماسة في القرن الرابع عشر الميلادي / الثامن الهجري، فإن التواجد اليهودي في تافيلالت لم يتأثر بهذا الحدث، بل مكن لنفسه في العديد من القصور الفيلالية؛ مثل قصر تابوعصمت، الذي شارك في الصراع بين الدلائيين والعلويين، وقصر المامون والقصر الفوقاني والقصبة السجلماسية. وقد أورد ليون الإفريقي بعد زيارته لتافيلالت في بداية القرن السادس عشر ميلادي / العاشر الهجري؛ إذ لاحظ مدى المكانة المتميزة التي أصبح يحظى بها اليهود في هذه القصور. وصار المد اليهودي قويا في القرن 17 م / الحادي عشر هجري، كما هو حال قصر موشقلال وقصر بني موسي التي بناها اليهود خارج تافيلالت. إضافة إلى الكثير من القصبات أهمها گصيبة آيت موحى وعلي، بالإضافة لمجموعة من الملاحات، مثل ملاح قصر السوق، الذي استمر كمركز يهودي كبير إلى غاية القرن العشرين، فاهتمت به السلطة الاستعمارية الفرنسية وحولته إلى نواة حضرية. مما جعل معظم يهود الجنوب الشرقي يتوجهون إليه، فأصبحت ساكنته تتكون في غالبيتها من اليهود، إلى حد أن الفئات العربية والأمازيغية كانت تتجنب الإقامة في قصر السوق خشية نعتها بالتهود ومخالطة اليهود.
انقرض العنصر اليهودي بمنطقة تافيلالت حاليا بشكل نهائي، وذلك بسبب الهجرة الطوعية والاختيارية ليهود تافيلالت داخل المغرب وخارجه، ليستقرو في المراكز الحضرية الجديدة التي أقامتها فرنسا كأرفود والريصاني والرشيدية، ثم نحو المدن الداخلية كفاس ومكناس أوالساحلية كالرباط والدار البيضاء وآسفي والصويرة، وفي مرحلة نهائية بدأوا يغادرون المغرب في اتجاه الدول الأوربية وإسرائيل والولايات المتحدة الأمريكية وكندا. امتدت هذه الهجرة منذ التدخل الاستعماري في المغرب إلى غاية حرب 1967. وبذلك سقط أحد المكونات الأساسية للمورفولوجية الاجتماعية بمنطقة تافيلالت، وظهرت تركيبة سكانية جديدة بالمنطقة تتكون من الشرفاء والعرب والأمازيغ والحراطين فقط.

## وصلات خارجية
- الموقع الرسمي نسخة محفوظة 28 أكتوبر 2008 على موقع واي باك مشين.
- واحات تافيلالت